# Saitis breviusculus
Saitis breviusculus är en spindelart som beskrevs av Simon 1901. Saitis breviusculus ingår i släktet Saitis och familjen hoppspindlar. Inga underarter finns listade i Catalogue of Life.